# Festival di Castrocaro 1964
Questa pagina raccoglie i dati relativi all'edizione del Festival di Castrocaro del 1964.

## La manifestazione
Il festival del 1964 è organizzato dalla "Gi.Ra.", fondata da Gianni Ravera.
Come di consueto, i dieci finalisti vengono scelti da una commissione di esperti; tra gli eliminati ci sono alcuni cantanti che avranno comunque in seguito una carriera ed un contratto discografico (come Lina Chiusso e Filippo Alotta).
Nella serata finale i cantanti presentano due canzoni, accompagnati dall'orchestra diretta dal Maestro Franco Pisano.
I due vincitori sono scelti da cinque giurie: due esterne (a Napoli e a Sanremo), una di giornalisti musicali, una di personalità famose presenti in sala ed una estratta a sorte tra gli spettatori. 
Ogni cantante è in gara con due brani (tranne le due riserve), ma ogni esecuzione degli stessi viene votata singolarmente, per cui i due vincitori, a pari merito, lo sono con una sola canzone: Vittorio Inzaina con Adesso no e Franco Tozzi con Due case, due finestre.
Accompagnano i cantanti alcuni padrini e madrine.

## I cantanti partecipanti
| Cantante           | Casa discografica | Canzoni                                       | Padrino o madrina |
| ------------------ | ----------------- | --------------------------------------------- | ----------------- |
| Vittorio Inzaina   | CGD               | Adesso no e Dimmi di sì                       | Françoise Hardy   |
| Franco Tozzi       | Fonit Cetra       | Due case, due finestre e Amo la mia gioventù  | Domenico Modugno  |
| Mariolino Barberis | RCA Italiana      | Dietro i vetri e E adesso te ne puoi andare   | Little Tony       |
| Luisa Ghini        | MRC               | Ritornerai e Gli occhi toui son blu           | Fred Bongusto     |
| Paolo Gualdi       | Edibi             | Da molto lontano e Io che non piangevo mai    | Ornella Vanoni    |
| Anna Identici      | Ariston Records   | Cin cin e Amore scusami                       | Renato Rascel     |
| Alberto Mazzuccato | CAR Juke Box      | E più ti amo e Chi                            | Nilla Pizzi       |
| Anna Marchetti     | Meazzi            | Io sono così e Io...ma chi sono               | Giorgio Gaber     |
| Luciano Tomei      | Phonotype         | Torno a pregare e Era da te che volevo restar | Milva             |
| Marianella Morelli | Odeon             | E se domani e Quelli che hanno un cuore       | Petula Clark      |

- Eliminati nelle semifinali: Adriano Fiora (CGD), Filippo Alotta (Phonorex), Gianni Borelli (La voce del padrone)